# Denis Nowell Pritt

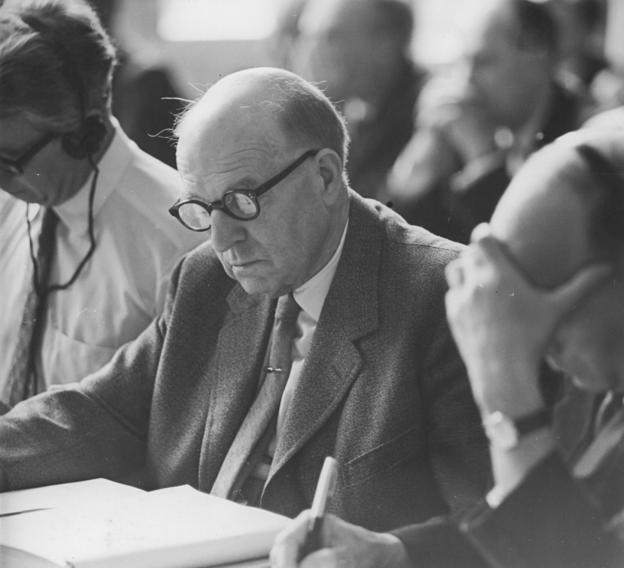
Denis Nowell Pritt, hij draagt hier bij het proces in Dresden (1963) geen koptelefoon omdat hij die als Duitssprekende Brit niet nodig had om de zitting te volgen.

Denis Nowell Pritt (22 september 1887 in Harlesden (Middlesex) — 23 mei 1972 in Barn End bij Basingstoke in Hampshire) was een Brits jurist en parlementslid.

## Levensloop
Pritt studeerde in Londen (London University) waar hij een graad, Bachelor of Laws, haalde, maar ook in Duitsland, Zwitserland en Spanje. Hij sprak meerdere talen waaronder Duits. Hij werd een geslaagd jurist, sinds 1909 was hij aangesloten bij de Middle Temple. Denis Nowell Pritt llb., later KC en QC, voerde gecompliceerde gedingen voor grote bedrijven. Waar hij onrecht vermoedde werkte hij pro Deo. Hij sloot zijn praktijk in 1960. In de jaren 1965 - 1966 was hij hoogleraar rechten aan de Universiteit van Ghana.
In de pro-russische vleugel van de vredesbeweging was Denis Nowell Pritt ook actief. Hij was president van het Britse Vredescomité en lid van de World Peace Council.

## Politiek
Begonnen als conservatief werd hij liberaal en later lid van de Britse Labour Party, de Britse sociaaldemocraten. Toen hij in 1940 de Sovjet-Unie verdedigde die Finland had aangevallen, kwam hij in conflict met zijn partij die hem vervolgens royeerde. Denis Nowell Pritt bezocht de Sovjet-Unie waar hij zich volgens Margaret Cole "alles liet wijsmaken". George Orwell noemde hem "misschien wel de meest effectieve pro-Sovjet publicist in dit land".
In 1933 was Pritt voorzitter van een in Londen bijeengekomen "internationale onderzoekscommissie naar de rijksdagbrand".
Pritt was van 1935 tot 1950 lid van het Britse Lagerhuis. Eerst voor Labour, later als lid van de "onafhankelijk Labour Groep", een verzameling van gelijkgezinde fellow-travellers.
Als procureur (barrister) was Pritt gespecialiseerd in arbeidsrecht. Hij trad daarnaast op in een aantal zaken die zeer de aandacht trokken. Zo vertegenwoordigde hij in 1935 Ho Chi Minh in een beroep tegen uitwijzing. Ook verdedigde hij Jomo Kenyatta in 1952. In 1963 werd de Duitse permanente staatssecretaris Hans Globke (in de nazitijd als jurist betrokken bij de antisemitische wetgeving) door een gerechtshof in de DDR in absentia berecht. Daarbij was ook Pritt aanwezig. Bij dat proces werden door de aanklager vervalste documenten gebruikt.
Hij was in 1954 een van de winnaars van de Stalin Vredesprijs. In 1957 werd hij ereburger van Leipzig, een stad in de toenmalige zogenaamde DDR. Sinds oktober 1954 droeg hij ook een DDR-onderscheiding, de Ster der Volkerenvriendschap in Goud.
In het door hem in maart 1953 in het Anglo-Soviet Journal gepubliceerde "in memoriam J.V Stalin" liet hij zich als een echte stalinist kennen.
- Biblioteca Nacional de España: XX866008
- CiNii: DA0162220X
- Digitale Bibliotheek voor de Nederlandse Letteren: prit001
- Gemeinsame Normdatei: 115708715
- International Standard Name Identifier: 0000 0001 2147 2566
- Library of Congress Control Number: n50021441
- Nationale Bibliotheek van Letland: 000065697
- Bibliotheek van het Japanse parlement: 00525314
- Nationale Bibliotheek van Tsjechië: jn20000604517
- Nationale Bibliotheek van Israël: 987007300364705171
- Nationale Bibliotheek van Polen: a0000001057062
- Nederlandse Thesaurus van Auteursnamen: 069256551
- SNAC: w6w40pgt
- Système universitaire de documentation: 118382136
- Museum of New Zealand Te Papa Tongarewa: 23595
- Trove: 1260483
- Virtual International Authority File: 109134179
- WorldCat: E39PBJrwXkRFtJ6RTMQy8ykFKd